# Amrish Puri
Amrish Puri (22. června 1932 Jalandhar, Paňdžáb – 12. ledna 2005 Bombaj, Maháráštra) byl klíčový herec indického divadelního hnutí 60. let. Pracoval s vrcholnými dramaturgy S. Dubeyem a G. Karnadem. Znám je hlavně zápornými rolemi v hindském filmu; indickému publiku z Mr. India (1987, režie Shekhar Khapur), západnímu z Indiana Jones a chrám zkázy (1984, r. Steven Spielberg).